# Zoegea
Zoegea – rodzaj roślin z rodziny astrowatych. Obejmuje trzy gatunki. Rośliny te występują na obszarze od Egiptu i Azji Mniejszej na zachodzie po Pakistan i Tadżykistan na wschodzie. Gatunek Z. leptaurea został introdukowany do Francji.

## Morfologia
PokrójNieuzbrojone (bez kolców) rośliny jednoroczne.
KwiatySkupione w pojedynczych koszyczkach na szczytach łodyg. Okrywy z listkami purpurowo nabiegłymi, zewnętrzne i środkowe z przydatkami palczasto podzielonymi na kolczaste wyrostki, wewnętrzne z błoniastymi, lancetowatymi przydatkami, w górze żółtymi. Zewnętrzne kwiaty w koszyczkach są płonne, wystają poza okrywę, ich korony są pomarańczowożółte, różowofioletowe lub białe.
OwoceJajowato, silnie spłaszczone niełupki. Puch kielichowy w postaci długich i krótkich ości wyrastających w wielu rzędach.

## Systematyka
Rodzaj zaliczany do podplemienia Centaureinae, plemienia Cardueae, podrodziny Carduoideae w obrębie rodziny astrowatych Asteraceae.
Wykaz gatunków
- Zoegea crinita Boiss.
- Zoegea leptaurea L.
- Zoegea purpurea Fresen.